# Terrier irlandès

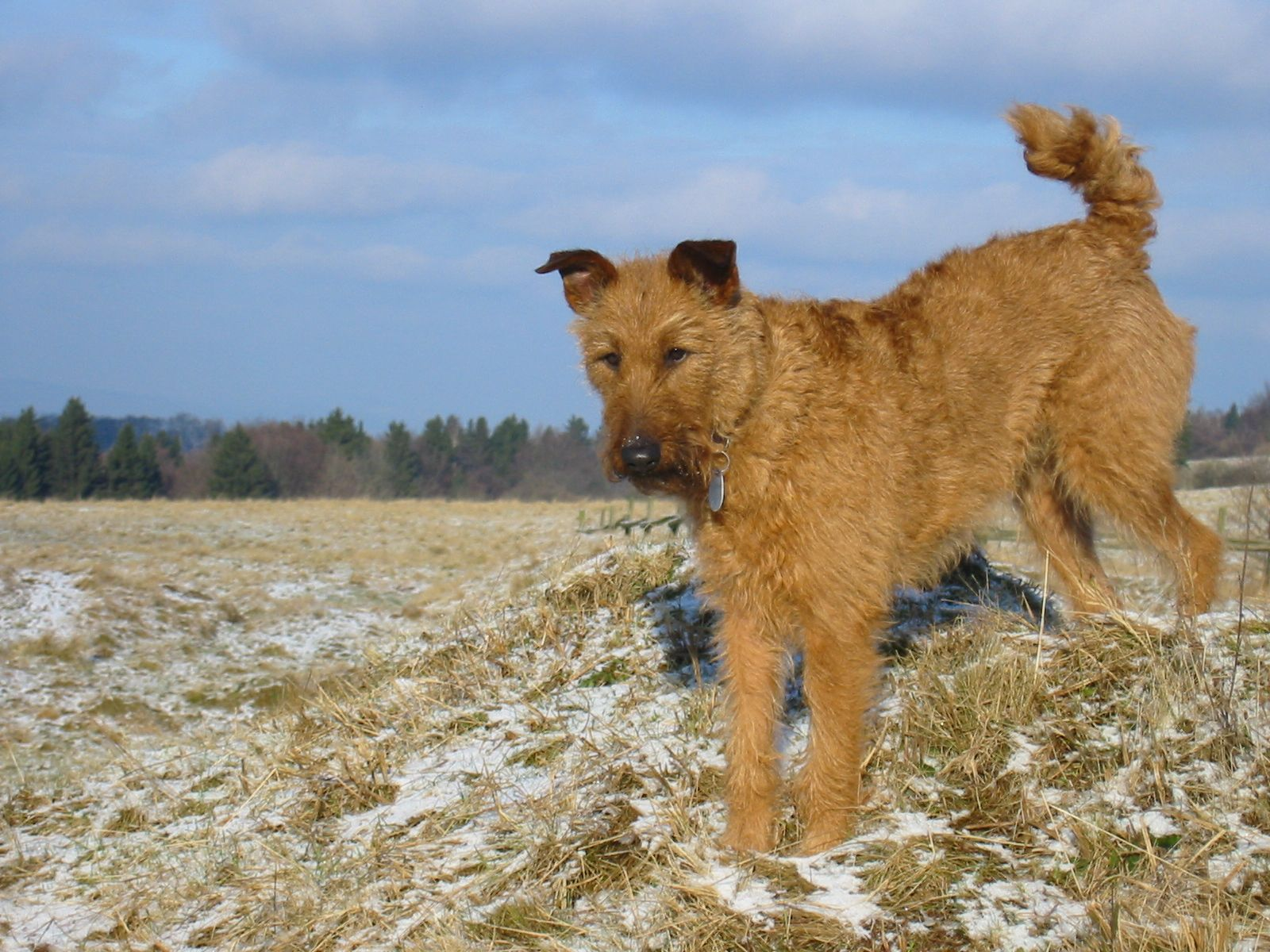
Terrier irlandès

El terrier irlandès (en anglès Irish Terrier) és un gos que es va originar a Irlanda. Un dels múltiples tipus de terrier. De pelatge vermell foc i rectangular és com un terrier irlandès podria ser descrit. És actiu, i s'adapta tant a la vida rural com als ambients de ciutat.

## Descripció
El Terrier irlandès és un terrier de mida mitjana, aproximadament d'uns 45.5 cm a la creu i 12,25 quilos de pes. La conformació del Terrier irlandès es diferencia marcadament de la d'altres terriers. El seu cos és proporcionalment més llarg que el del Fox terrier, amb una tendència cap a línies fortes i marcades.
El seu pelatge el protegeix bé en tota mena de clima i el seu color pot ser or-vermellós, vermell-blat, o blat. El vermell fosc sovint es creu que és l'únic color correcte, possiblement perquè els mantells de pèl color de blat presenten freqüentment la pitjor qualitat. Com amb altres classes de colors sòlids, una petita fornada de color blanc és present en el pit. Cap altre aspecte de blanc està present. Quan el terrier irlandès envelleix podrien aparèixer certes traces de pèl grises en algunes parts del cos.

## Història
El seu origen no està del tot clar, es creu que prové d'antiquíssimes races de terriers de Gran Bretanya i d'Irlanda igual que el seu cosí el Kerry Blue Terrier. La primera presentació d'aquesta raça data del segle xviii, encara que en el segle passat encara hi havia gossos d'aquesta raça de més colors i que es van desenvolupar en regions aïllades, on es va formar el seu actual aspecte. L'Irish Terrier, originalment de County Cork, Irlanda, és probablement una de les races més antigues de terriers. De dos mil anys, encara que les imatges més recents que tenim d'aquesta raça és d'una pintura del segle xviii. És un caçador entusiasta i un exterminador d'animals de cau, com les rates d'aigua i les llúdrigues. La raça també s'ha usat com a cobrador i missatger en temps de guerra. Per tot això el 1918 se li va concedir una medalla, la qual diu així, entre d'altres, "Sempre s'ha distingit per l'audàcia i l'absolut menyspreu al perill". L'Irish Terrier es va fer molt popular a Anglaterra a finals del segle xix. El club de la raça en els Estats Units no va néixer fins al 1896. En l'actualitat, l'irish terrier s'usa com a gos de companyia i com a lleial guardià de la llar. Alguns dels seus talents inclouen: Caça, rastreig, cobrament, vigilància, guàrdia, treball policial i militar.

## Manteniment
La seva educació ha de ser constant i plena de serietat i fermesa, però amb afecte, ja que és apte per a qualsevol cosa que pugui aprendre un gos. El seu pelatge aspre s'ha de tallar regularment i necessita una alimentació sana i equilibrada, encara que el Terrier irlandès devora tot el que cau en els seus ullals. És una raça molt sana i no pateix de malalties hereditàries d'importància.
Acceptarà viure en un apartament sempre que tingui suficient exercici. Un pati petit és suficient per mantenir-lo feliç. Mentre estigui ben exercitat es comporta sorprenentment bé en interiors.
Com és una raça de treball, necessita exercici regular. Al passejar en llocs públics cal anar amb compte en trobar-se amb altres gossos, ja que sol ser lluitador amb els de la seva espècie.

## Caràcter
De caràcter valent, és temerari davant del perill, intel·ligent i fàcil d'educar. Esportista i busca-raons, és resistent i ple d'energia. És audaç, eixerit i alegre. Posseeix gran fidelitat i afecció pel seu amo i per la seva família sent afectuós i pacient amb els nens. No evita cap baralla si es troba en aquestes ocasions. El seu caràcter amistós i lleial cap al seu amo el converteix en un gos admirable en tasques de vigilància i companyia. Ha estat definit en el passat com "petit diable temerari" pels seus excepcionals dots de valor, avui és un gos simpàtic, afectuós, adiestrable, a qui no li falta dignitat. Avui el terrier irlandès és un apreciat gos de companyia, que viu bé fins i tot a la ciutat i en qualsevol clima.

## Galeria de fotos

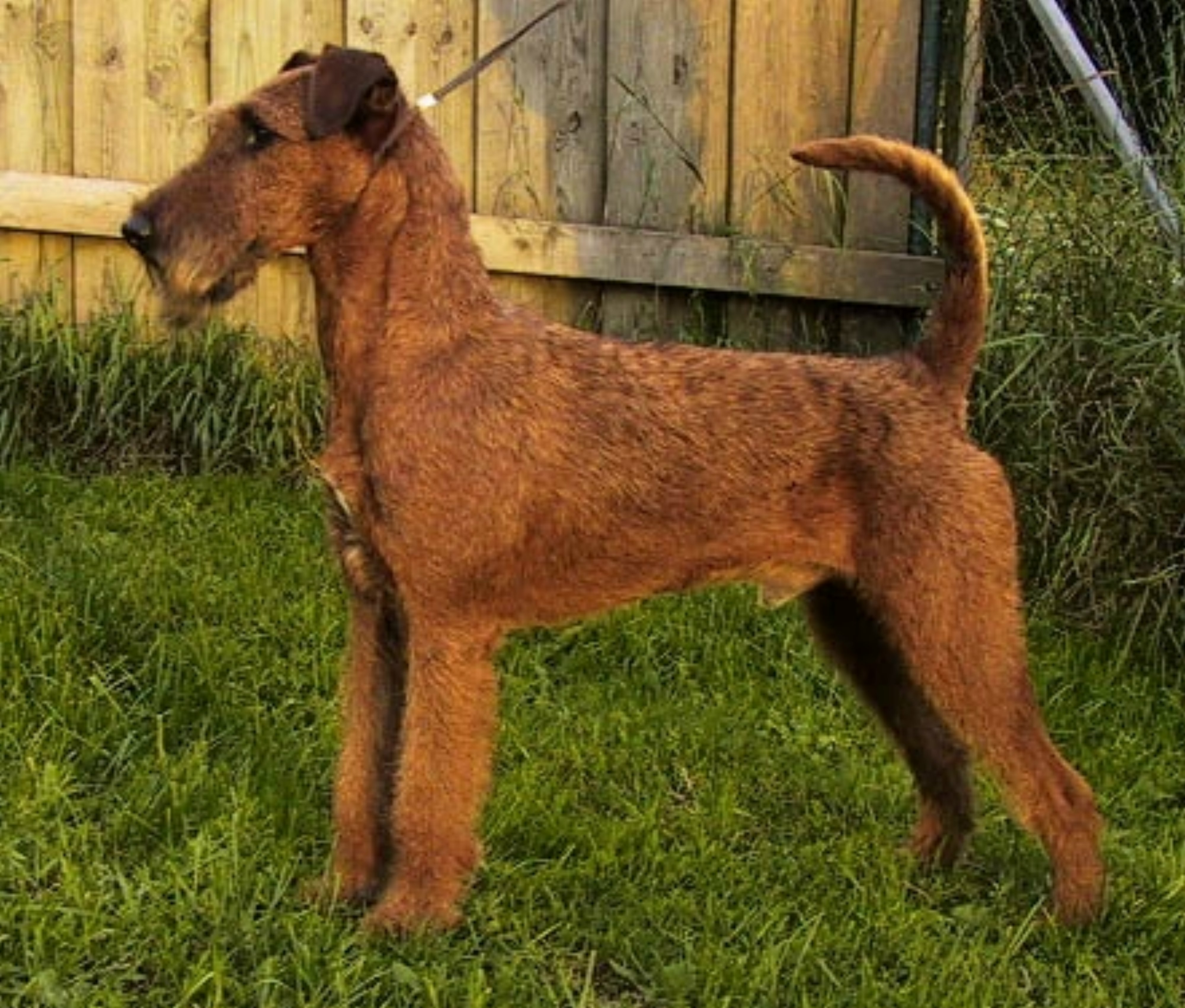
Terrier irlandès
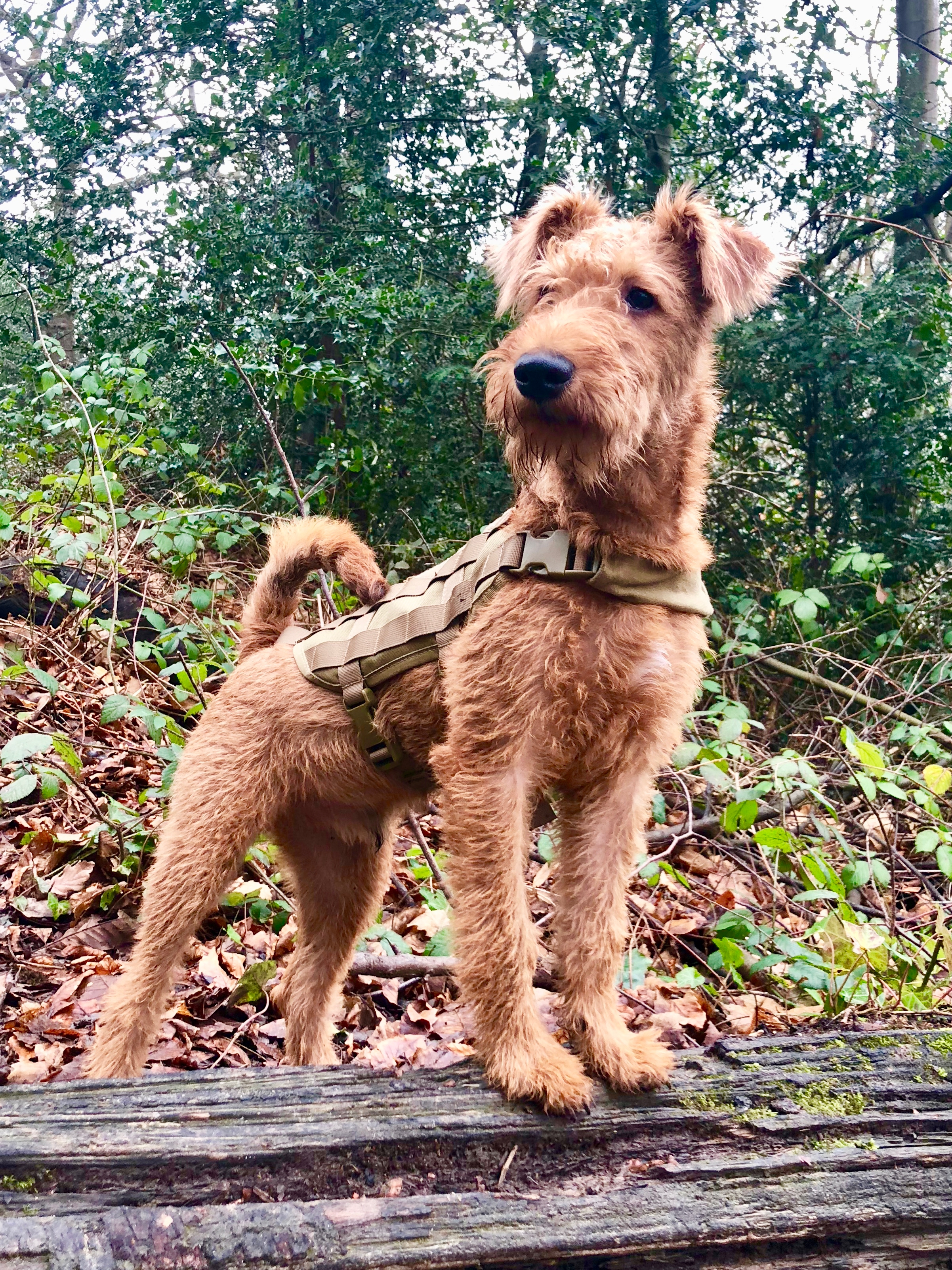
Terrier irlandès
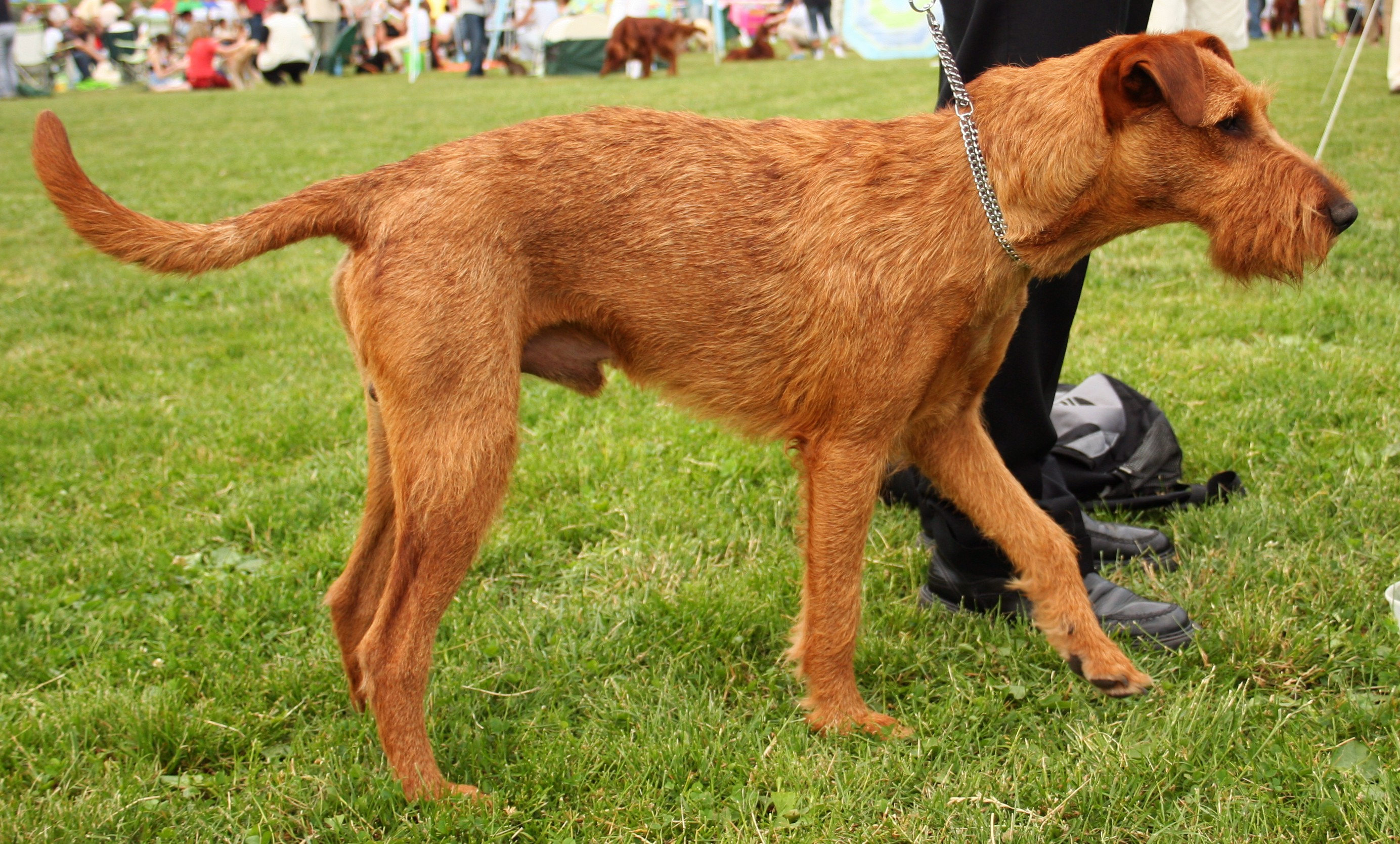
Terrier irlandès
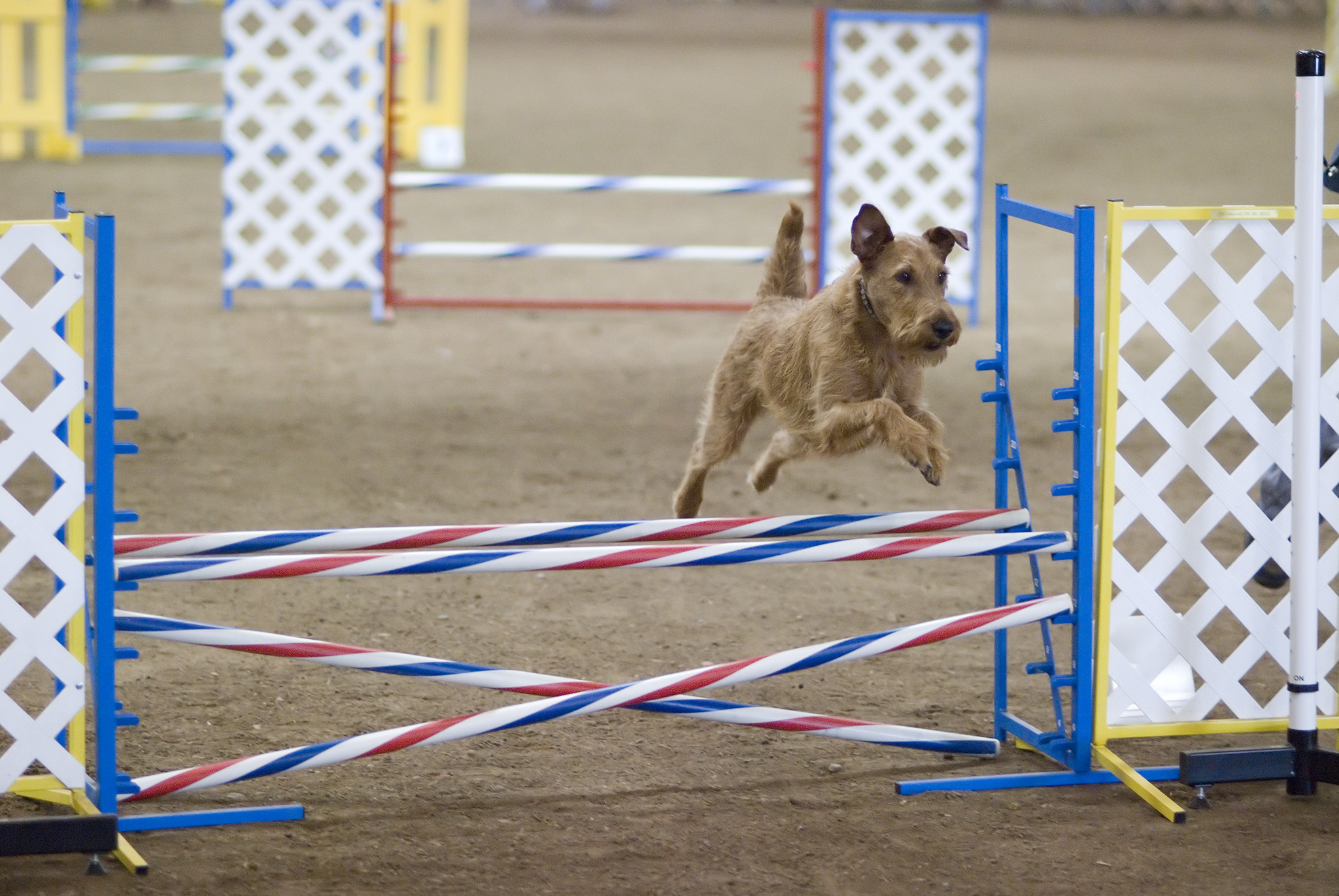
En un hàbil salt
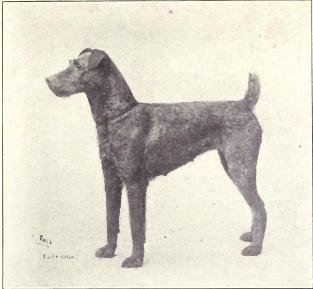
Terrier irlandès cap a 1915
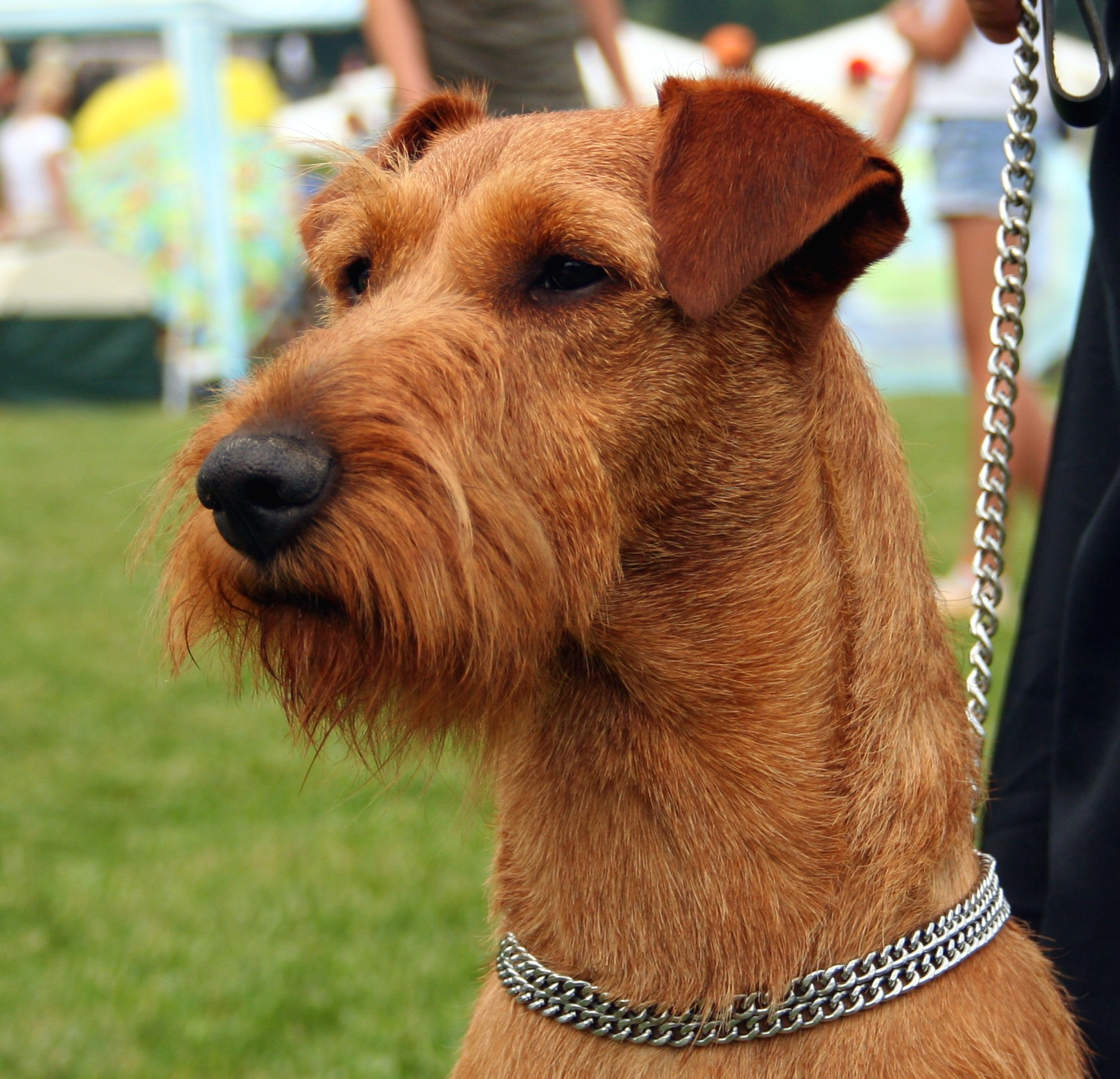
Terrier irlandès
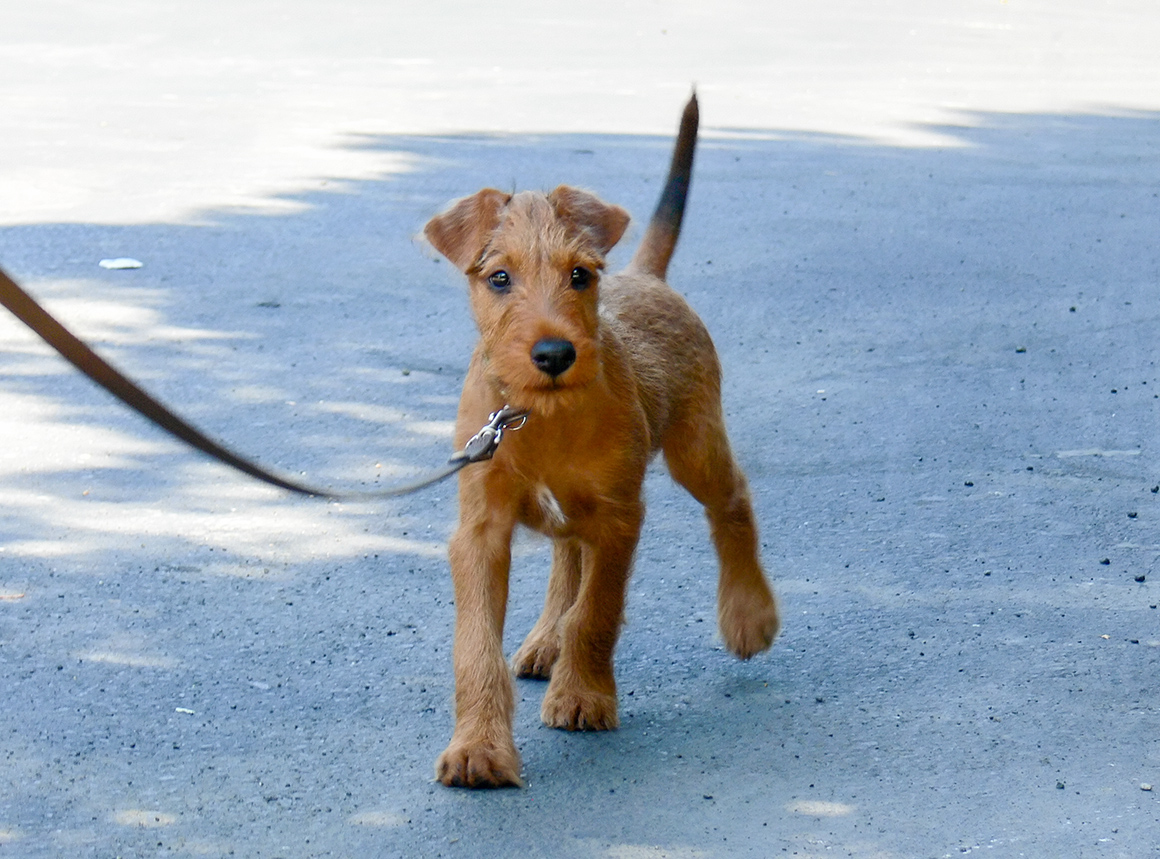
Jove Terrier Irlandès

## Utilitat
A causa de la seva alçada és un gos per treballar a sota terra en caus, és un exterminador de rates i un silenciós caçador de conills. S'utilitza a Irlanda per a la lluita de gossos i com a gos de defensa. A causa de la seva resistència física és ideal per a gent esportista (fondistes, ciclistes, etc.).